# Чумовая пятница (фильм, 2003)
«Чумовая пятница» (англ. Freaky Friday; в Японии известный как «Печенье судьбы») — американская кинокомедия 2003 года режиссёра Марка Уотерса с Джейми Ли Кёртис и Линдси Лохан в главных ролях. Сюжет основан на книге Мэри Роджерс «Причудливая пятница». Премьера в США состоялась 4 августа 2003 года.
Теглайн: «Что будет, если мать поменяется с дочерью телами?»

## Сюжет
Анна, девушка-подросток, постоянно бунтует против своей строгой матери Тесс и вечно её раздражающего младшего брата Гарри. Ко всему прочему, Анна постоянно репетирует в гараже со своей рок-группой, что не нравится её матери. Тесс собирается замуж за мужчину по имени Райан, к чему Анна эмоционально не готова: она не может забыть отца, хотя с момента его смерти прошло уже три года. Противники Анны в школе — одноклассница Стейси, которая её постоянно задевает (но Тесс считает её лучшей подругой дочери), и учитель мистер Бейтс, который не желает замечать её стараний и ставит ей плохие отметки. Любовным интересом Анны является парень Джейк.
Во время семейного похода в китайский ресторан Анна и Тесс в очередной раз начинают спорить, так как у Анны намечается прослушивание её группы как раз в то время, когда у Тесс и Райана будет репетиция свадьбы. Услышав их, хозяйка ресторанчика, пожилая китаянка, приносит им печенье с предсказаниями. Когда они его разламывают и читают предсказания, то только вдвоём чувствуют короткое землетрясение. На следующее утро они обнаруживают, что поменялись телами. Испугавшись, они решают вернуться в тот ресторан и разобраться, что с ними случилось. Но пока у них есть дела поважнее: Тесс работает психотерапевтом, и сегодня у неё много встреч с пациентами, а у Анны намечается серьёзная контрольная. Поэтому они соглашаются заняться обязанностями друг друга. В школе Тесс узнаёт, что Стейси действительно не подруга её дочери, а мистер Бейтс действительно ставит ей низкие оценки за правильные ответы. Она вдруг понимает, что мистер Бейтс является её бывшим одноклассником, которого она когда-то отвергла, и высказывает ему в лицо, что он поступает глупо, идя на поводу у давней обиды, пользуясь своей властью и мстя дочери когда-то отказавшей ему в любви старшеклассницы. А в это время Анна вовсю ведёт консультации пациентов на работе Тесс, затем делает своему новому телу модную стрижку, прокалывает уши и покупает новую одежду. Во время обеда мама и дочь снова встречаются и идут в тот ресторан, где говорят о своей проблеме с дочерью пожилой китаянки, Пэй-Пэй. Она не может им помочь и советует ещё раз прочитать предсказание из печенья. Скорее всего, они поменяются обратно только тогда, когда это предсказание сбудется, то есть «бескорыстная любовь изменит их обратно». Во второй половине дня Анна посещает родительское собрание Гарри, на котором узнаёт, что брат на самом деле восхищается ею, но постоянно провоцирует её, чтобы она этого не заметила. Стейси подставляет Тесс, обставив всё так, будто та у неё списывает.
Райан делает «Тесс» сюрприз — устраивает ей интервью на ток-шоу, где будут обсуждать её новую книгу по психологии. Но Анна-то даже не читала эту книгу, так что ей приходится импровизировать, и она к восторгу аудитории превращает шоу в шумную игру. Тесс, вынужденной в облике Анны общаться с Джейком, в школе случайно попадается на глаза работающий телевизор с этой передачей, и «мама Анны» совершенно очаровывает парня. Тесс он огорошивает утверждением, что прежнее впечатление было неправильным и «Анна» слишком юна для него. Отказавшись подвезти её домой, Джейк торопится на работу в кафе. После шоу Анна заходит сюда выпить кофе и сталкивается с ним. Они обсуждают общие музыкальные интересы. Постепенно Джейк замечает в «Тесс» всё то, что ему раньше нравилось в Анне.
В вечер прослушивания на репетицию свадьбы приходят подруги Анны, чтобы убедить её всё же выступить. Неожиданно Райан говорит, что «Анна» просто должна пойти и выручить подруг и что он хотел бы, чтобы Анна приняла его в свою семью. Потом он отправляет и «Тесс» поддержать дочь. Тесс не умеет ни петь, ни играть на гитаре, поэтому Анна отключает её гитару и с блеском исполняет свою партию из-за кулис. Их группа успешно проходит прослушивание, Тесс начинает понимать, какое удовольствие получает Анна от своей музыки. Когда Тесс и Анна возвращаются на репетицию свадьбы, Тесс предлагает дочери поговорить с Райаном насчёт переноса торжества, так как понимает, что Анне придётся выйти за него замуж в её теле. Вместо этого «Тесс» произносит тост, в котором говорит, что её дочь, несмотря на всю боль от потери отца, сумела принять Райана и уверена, что он сделает Тесс счастливой. Внезапно происходит второе землетрясение, и обе чувствуют, что опять оказались в своих телах.
На следующий день на свадьбе Анна получает шанс потанцевать с Джейком и поцеловать его. Мать Пэй-Пэй замечает, что Гарри и дедушка спорят, и предлагает им своё печенье, но пришедшая в ужас Пэй-Пэй героически успевает помешать им прочитать предсказания.

## В ролях
- Джейми Ли Кёртис — д-р Тесс Коулман
- Линдси Лохан — Анна Коулман
- Гарольд Гулд — Аллен Коулман
- Райан Малгарини — Гарри Коулман
- Марк Хэрмон — Райан
- Чад Майкл Мюррей — Джейк
- Стивен Тоболовски — Элтон Бэйтс
- Кристина Видал — Мадди
- Хейли Хадсон — Пэг
- Джули Гонсало — Стейси Хинкхаус
- Розалинд Чао — Пэй-Пэй
- Люсиль Сунг — мать Пэй-Пэй
- Кейден Бойд — один из друзей Гарри

## Кассовые сборы
В свои первые выходные фильм собрал 22,2 миллиона долларов в 2954 кинотеатрах, заняв второе место.
Фильм получил 110,2 миллионов долларов в Северной Америке и 50,6 миллионов долларов в мировом прокате, что составило общую сумму 160,8 миллионов долларов.

## Критика
«Чумовая пятница» получила положительные отзывы критиков. На Rotten Tomatoes фильм имеет 88 % одобрения, основанных на 150 рецензиях, со средним рейтингом 7/10. На Metacritic фильм получил 70 баллов из 100, основываясь на 36 рецензиях, что указывает на «в целом благоприятные отзывы».